# Dusičnan strontnatý
Dusičnan strontnatý je bílá krystalická látka, anorganická sloučenina, se vzorcem Sr(NO3)2.

## Výroba a reakce
Tato látka se vyrábí obvykle reakcí kyseliny dusičné a uhličitanu strontnatého. Při reakci je (krom kyseliny dusičné) dusičnan strontnatý rozpustný ve vodě, tak se dá oddělit filtrací. Reakce probíhá takto:
{\displaystyle \mathrm {SrCO_{3}+2\,HNO_{3}\ \rightarrow \ CO_{2}+H_{2}O+Sr(NO_{3})_{2}} }
Rovněž je možná reakce kyseliny dusičné s kovovým stronciem:

{\displaystyle \mathrm {Sr+2\,HNO_{3}\ \rightarrow \ H_{2}+Sr(NO_{3})_{2}} }
Při zahřívání probíhá reakce, kdy se rozpadá oxid dusičitý a oxid strontnatý:

{\displaystyle \mathrm {2\,Sr(NO_{3})_{2}\ {\xrightarrow[{}]{t}}\ 4\,NO_{2}+2\,SrO+O_{2}} }
Při této reakci se uvolňují plyny, jež podporují hoření. Proto směs dusičnanu strontnatého a cukru plynule hoří rudým plamenem.

## Užití

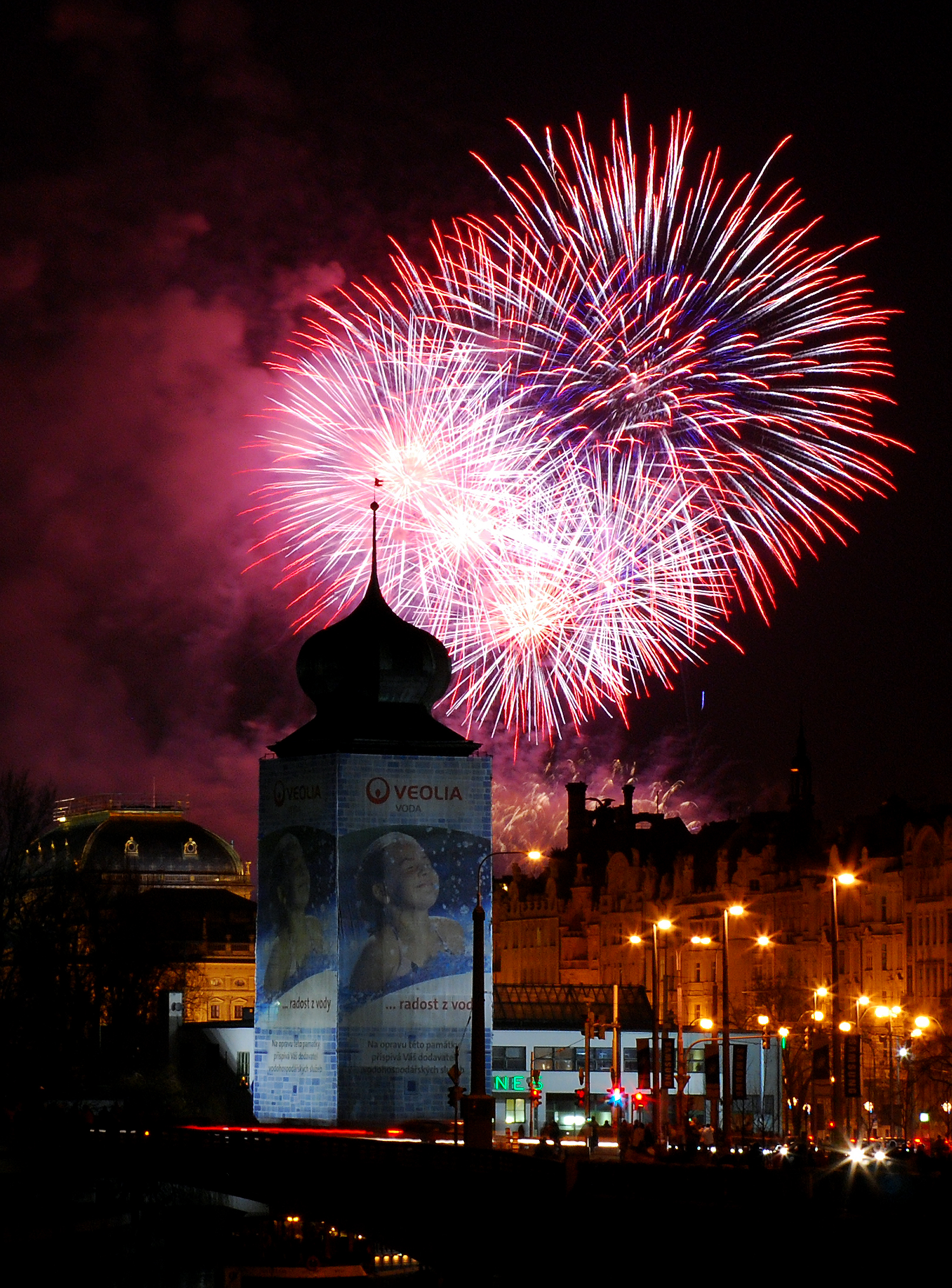
Ohňostroj v Praze, s nejvyšší pravděpodobností se sloučeninami stroncia

Dusičnan strontnatý se využívá v pyrotechnice na zabarvování plamene do ruda, zejména u červených Bengálských ohňů či jiných efektů. Často však bývá nahrazován mnohem levnějším dusičnanem vápenatým, který ovšem nemá tak pěkné efekty jako dusičnan strontnatý. Rovněž se užívá na výrobu jiných anorganických či organických sloučenin stroncia.